# 水津邦治
水津 邦治（すいづ くにはる、1967年7月22日 - ）は、テレビユー福島アナウンサー。
山口県山口市出身。山口県立山口高等学校、中央大学法学部卒業。

## 略歴
- 1991年、テレビユー福島入社[1]。同期には長瀬佳美、渡邊えみ。

## 出演番組
- ニュースの森ふくしま→イブニング・シックス
- おはようクジラ
- グーテン（早出しイブニング・シックス担当）
- マル得ふくしま生放送（初代MC、1994年4月 - 1998年3月30日）
  - 上記のようなニュースの森の予告コーナーで出演した他、まるとく最終回では番組開始当初の思い出話を披露した。
- はぴスタ（メインMC、2012年10月1日 - 2015年3月27日）
  - 上記のまるとく降板以来14年半ぶり。
- TUFニュース（不定期）